# Jon Pettersson
Jon Pettersson, född 5 mars 1982 i Göteborg är en svensk filmregissör, manusförfattare, producent och filmfotograf. Pettersson har en kandidatexamen i filmregi från Filmhögskolan, Göteborgs Universitet (Numera akademi Valand). 2007 startade Pettersson filmbolaget Glimmer film som producerade och distribuerade biofilmen "John Hron". En film där Pettersson stod för både manus, regi och produktion. Jon har även gjort flera kortfilmer samt skrivit manus, regisserat och producerat långfilmen "Narrative".

## Priser
- International Independent Film Awards 2016. Gold award tredje pris för Narrative Feature, Directing och Screenplay. "John Hron"
- The European Independent Film Festival 2016. Jury Prize tredje pris för Best Feature Film. "John Hron"
- Montréal World Film Festival 2015 Nominerad till Grand Prix des Amériques. "John Hron"